# Świstak amerykański
Świstak amerykański, świszcz (Marmota monax) – gatunek dużego gryzonia z rodziny wiewiórkowatych (Scuridae), największy z przedstawicieli rodzaju Marmota. W przeciwieństwie do większości przedstawicieli tego rodzaju jest zwierzęciem nizinnym. Zamieszkuje tereny Stanów Zjednoczonych i Kanady.
Świstak amerykański jest jednym z niewielu zwierząt, których liczebność wzrosła wskutek kolonizacji Ameryki Północnej przez Europejczyków. Przyczyną było wylesianie, które zaowocowało zwiększeniem powierzchni obszarów otwartych, bezdrzewnych; właśnie one są ulubionym środowiskiem życia świstaków amerykańskich.
Masa ciała
- 3-5 kg, samce średnio nieco większe

Długość ciała
- 41,5-67,5 cm